# 東又村
東又村（ひがしまたむら）は、高知県高岡郡にあった村。現在の四万十町の東端にあたる。

## 地理
- 海洋：土佐湾
- 山岳：火打ヶ森、六川山
- 河川：東又川、与津地川、大井川

## 歴史
- 1889年（明治22年）4月1日 - 町村制の施行により、黒石村・志和峰村・飯ノ川村・弘見村・新在家村・平野村・道徳村・奈路村・数神村・藤ノ川村・八千数村・与津地村・親我内村・本堂村・志和村・小弦津村・大弦津村の区域をもって発足。中ノ越村のうち向川村が大字向川となる。
- 1907年（明治40年）- 大字・新在家が土居と改称。
- 1955年（昭和30年）1月5日 - 窪川町・興津村・松葉川村・仁井田村と合併し、改めて窪川町が発足。同日東又村廃止。

## 村長
- 下元鹿之助（1914年 - ）

## 交通

### 鉄道路線
村域の北端を日本国有鉄道の土讃線がわずかに通過するが、駅は所在しなかった。

## 出身著名人
- 下元鹿之助（衆議院議員）